# Alairac
Alairac település Franciaországban, Aude megyében. Lakosainak száma 1389 fő (2022. január 1.). Alairac Arzens, Caux-et-Sauzens, Lavalette, Montclar, Montréal, Roullens és Villarzel-du-Razès községekkel határos.

## Népesség
A település népességének változása:
| Lakosok száma | 357  | 537  | 618  | 1107 | 1322 | 1323 | 1330 | 1313 | 1338 | 1389 |
|               | 1968 | 1982 | 1990 | 2006 | 2013 | 2015 | 2017 | 2019 | 2020 | 2022 |